# Christoph Daniel von Anweil

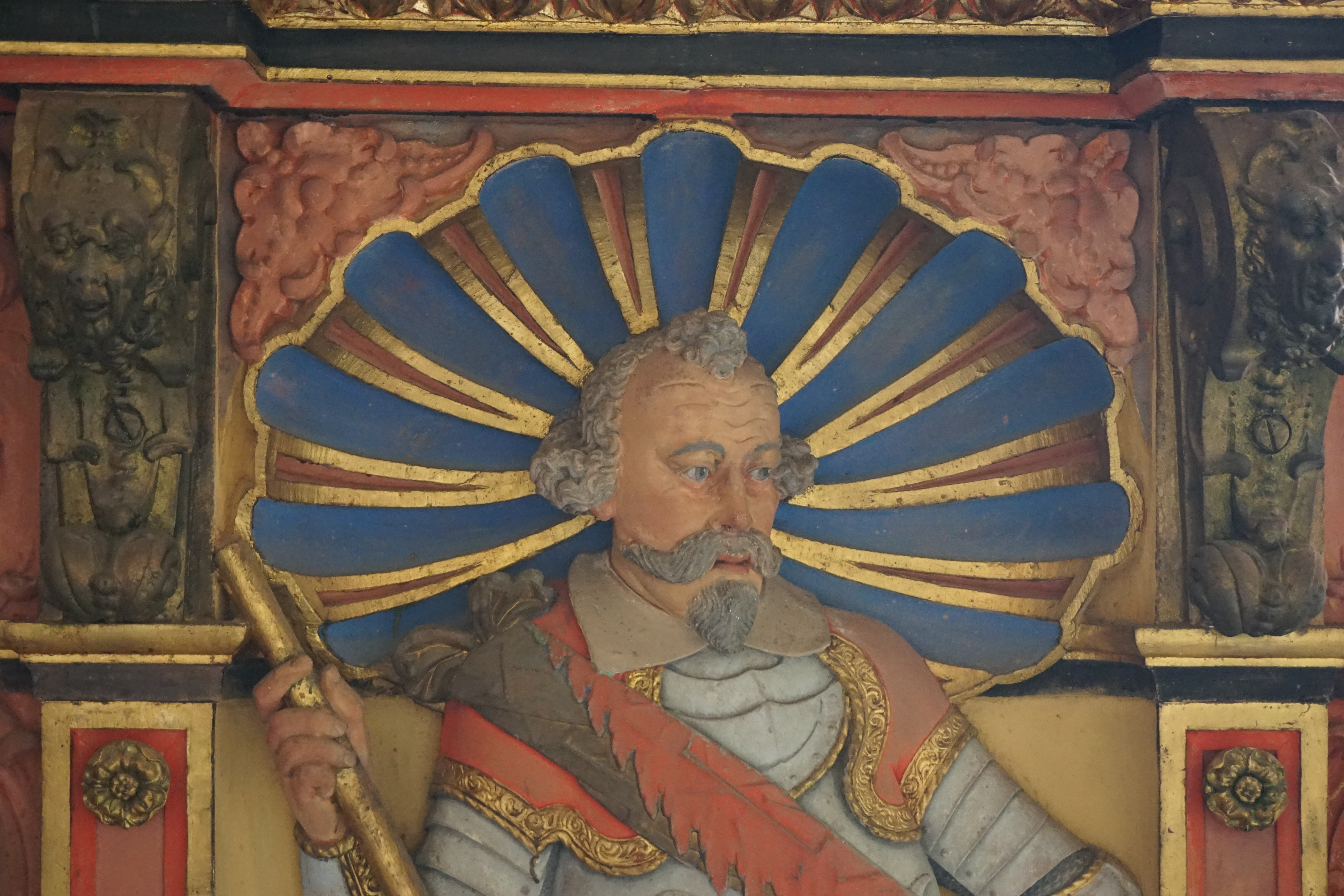
Epitaph des Röttler Landvogts Christoph Daniel von Anweil in der Röttler Kirche – Ausschnitt

Christoph Daniel von Anweil (* Mai 1564; † 8. Oktober 1620 in Rötteln) war ein markgräflich baden-durlachischer  Landvogt im Oberamt Rötteln.

## Herkunft und Familie
Christoph Daniel stammt aus dem Thurgauer Adelsgeschlecht derer von Anweil. Er ist ein Sohn des Daniel von Anweil († 1598), der seit 1581 als Vogt im württembergischen Sulz tätig war und der Martha (Margaretha) von Breitenlandenberg († 1611).
Er heiratete Küngoldt Höcklin von Steineck eine Tochter des Johann Heinrich Höcklin von Steineck. Aus dieser Verbindung ist eine Tochter bekannt:
- Martha ⚭ 1631 Hans Conrad von Wartenfels

## Leben
In einer Urkunde vom September 1597 wird Christoph Daniel als Hofmeister zu Durlach bezeichnet.
Nachdem der bisherige Landschreiber des Oberamts Rötteln, Joseph Hettler, 1599 Kanzler des Markgrafen Ernst Friedrich von Baden-Durlach wurde, verkaufte dieser sein Wasserschloss Steinen an Christoph Daniel von Anweil, der 1605 und 1618 als Besitzer erwähnt wurde. Da Steinen in der Heimat seiner Ehefrau Küngoldt Höcklin von Steineck liegt, ist anzunehmen, dass Christoph Daniel bereits eine leitende Stellung im Oberamt Rötteln anstrebte.
1607 wurde er von Markgraf Georg Friedrich zum Landvogt des Oberamts Rötteln ernannt, eine Stellung die bereits zwei Mitglieder seiner Familie (Hans Albrecht von Anweil und Fritz Jakob von Anweil) ausgefüllt hatten.
Zusammen mit dem Landschreiber und promovierten Juristen, Christoph Leibfried, bildete er die kollegiale Verwaltungsspitze. Eine von Leibfried und Anweil 1610 herausgegebene Instruktion an die Pfarrer und Vögte zum Verhalten bei Ausbruch der Pest ist erhalten.
Eine nachweisbare Beteiligung an der 1612 erfolgten Aushandlung des Bündnisses zwischen der Markgrafschaft einerseits und den Städten Zürich und Bern andererseits besteht nicht, es liegt aber nahe, dass er zu den erwähnten Räten des Markgrafen gehörte.
Anweil stand während seiner Tätigkeit in Rötteln im Briefverkehr mit dem Basler Botaniker Caspar Bauhin.
Sein barockes Grabmal steht in der Röttler Kirche und zeigt Christoph Daniel in Lebensgröße.